# Jack Milsom
Jack Milsom (né le 22 février 1907 à Bedminster, quartier de Bristol en Angleterre du Sud-Ouest, et mort en 1977 à Ashton-under-Lyne) est un joueur de football anglais qui évoluait au poste d'attaquant.

## Palmarès
Sheffield United
- Championnat d'Angleterre D2 :
  - Vice-champion : 1934-35.
  - Meilleur buteur : 1934-35 (31 buts).